# Roberto Piccoli
Roberto Piccoli (* 27. Januar 2001 in Bergamo) ist ein italienischer Fußballspieler, der aktuell als Leihspieler von Atalanta Bergamo für Cagliari Calcio spielt.

## Karriere

### Verein
Piccoli begann im Alter von zehn Jahren mit dem Fußballspielen in der Atalanta-Bergamo-Jugendabteilung. In der Saison 2017/18 spielte er in der U17-Liga acht Spiele und erzielte zwei Tore. Die U17-Mannschaft erreichte die Finalrunde und dort das Finale. Dort verlor die Mannschaft gegen das Team der AS Rom. In der Finalrunde traf er in drei Spielen viermal. Für die U19-Mannschaft kam er in der folgenden Saison auf 21 Ligaeinsätze und vierzehn Ligatore. In der Finalrunde gewann Bergamo das Finale gegen das U19-Team von Inter Mailand. Im U19-Pokal erreichte die Mannschaft das Halbfinale, scheiterte dort aber am FC Turin. Zudem gab er am 15. April 2019 beim 0:0-Heimspiel gegen den FC Empoli in der Serie A sein Debüt für die erste Mannschaft, als er in der 88. Spielminute für Papu Gómez eingewechselt wurde. Insgesamt kam er auf zwei Einsätze in der Serie A in dieser Spielzeit. In der Saison 2019/20 kam er auf sieben Einsätze und acht Tore in der UEFA Youth League. Die Mannschaft erreichte in dem Jugendwettbewerb das Achtelfinale, wo man gegen Olympique Lyon ausschied. Für die erste Mannschaft kam er nur zu einem Einsatz in der Serie A. Für die U19-Mannschaft spielte er zwölf Ligaspiele und traf siebenmal. Zudem gewann die Mannschaft den U19-Supercoppa gegen den AC Florenz. Für die Saison 2020/21 wurde er an Spezia Calcio verliehen und kam dort auf zwanzig Ligaeinsätze (fünf Tore) in der Serie A. 2021 wurde er für den Golden Boy nominiert. in den kommenden Jahren folgten kurze Leihen nach Genua, Verona und Empoli. 
Im Sommer 2023 wechselte per Leihe mit Kaufoption zur US Lecce. Ein Jahr später, im Juli 2024, wechselte er mit der gleichen Formel zu Cagliari Calcio.

### Nationalmannschaft
Piccoli war im italienische Kader für die U-19-Europameisterschaft 2019 und wurde dort in zwei Spielen eingesetzt. Die Mannschaft schied als Gruppendritter bereits in der Gruppenphase aus.